# 爨體字
爨體字，省稱爨體。是古漢語字體之一，流行於魏晉南北朝時期，主要在雲南與廣東地區使用。爨體字是隸書向楷書的過渡字體之一，屬於混合字體。

## 由来
獨具一格的爨體字的形成有其歷史因素：曹魏至兩晉實行嚴格的禁碑令，此時恰逢書體嬗變的關鍵階段，而流傳至今的碑刻卻寥寥無幾。自咸康五年洎唐天寶年間，雲南時為爨氏所把控，雖未稱帝，將晉唐奉若正朔，實乃一不受中央羈絆的地方自治政權，爨體碑因得名焉。

## 復興
爨體字原先早已湮沒在歷史的風沙，直至清乾隆、道光年間，爨氏政權治所，今雲南曲靖相繼出土《爨寶子碑》（1778年）和《爨龍顏碑》（1827年），時任雲貴總督的金石學家阮元親自考證並著錄大小二爨碑，稱其為「雲南第一古石」，爨體自此進入學術視野；康有為非但推《爨龍顏碑》為「神品第一」「古今楷法第一」還盛讚其「渾美如昆刀刻玉……當為隸楷極則」，其後進行大規模宣傳，愈發使碑學領域對爨體的重視程度水漲船高。
1965年《爨龍驤墓石》於雲南陸良縣馬街鎮壩岩村梁堆墓出土，刻石現藏於雲南省博物館，碑文今僅留存20字，「泰和五年歲在辛未正月八日戊寅立爨龍驤之墓」。其立碑時間為晉咸安元年（371年），較《爨寶子碑》還早34年，是目前已知最早的爨氏家族和爨體字碑刻，進一步深化了對爨體演變脈絡的研究，郭沫若等學者也肯定了其「隸楷過渡活化石」的價值。

## 應用
書法家秦咢生為此字體推廣有加，曾受邀為新成立的中國招商銀行題寫標識。